# ハディース批判
ハディース批判とは、ハディース（預言者ムハンマドの言行録）に対し行われる、その信憑性の多角的な検証、および学術的な見地からの批評の総称である。 
イスラム教の多数派においては、ハディースの正統性が極めて重要視される。クルアーンにおいて、イスラム教徒がムハンマドに従い（24:54、3:32など） 、彼の模範に倣うよう命じられる（68:4、および33:21）からである。 イスラム教の多数派は、スンナ（ムハンマドの言動や範例）はクルアーンと同様に従うべき神の啓示であるとするが、シャリーア（イスラム法）における規定の「大部分」は、実際にはクルアーンではなくハディースに由来するものである。
ハディースへの批判はいくつかの形をとっている。古典的なイスラム教のハディース研究は、不確かな伝承を排除し、古典ハディース集にまとめられているような「真正（サヒーフ）」から成るハディースを確立するため発展した。しかし、一部のイスラム教の思想家や流派の中には、これらの努力が十分に行き渡っていなかったと主張する。その根拠として、初期の世代においてハディースの数が異常な増加をみせていたこと 、大量のハディースが相互に矛盾していること、またイスラム法の主要な法源としてのハディースの権威性が、不正なハディースを生み出す動機となっていたことなどがある。
ハディース批判の度合いとしては次のような差がある。まず、ハディース検証学の方法論は認めるものの、シャリーア法の再解釈と再確立に向けて、より「厳密な適用」が必要であると考える人々（サラフィー主義者のジャマールッディーン・アルカースィミーなど）、またスンナに従うことは重要ではあるが、ほんの一握りのハディース（ムタワーティル格）のみが十分に信頼に値する典拠として受け入れ可能と考える人々（19世紀のムスリム思想家サイイド・アフマド・ハーンなど）、そしてハディースはスンナの一部ではなく、ムスリムが従うべき規範はクルアーンのみであると考える「ハディース否定論者」（Muhammad Aslam Jairajpuri、Ghulam Ahmed Perwezなど）である。
上記の学者・ハディース批判者は「決して広範な支持を集めている訳ではない」ものの、彼らをはじめとして、ハディース適用の制限を提唱する少数派の中には、初期のイスラム学者であるワースィル・イブン・アター、イブラーヒーム・ナッザームや、中世のイスラム学者ナワウィー、後の改革者であるサイイド・アフマド・ハーン、ムハンマド・イクバールなどの著名な学者がいる。
またゴルトツィーエル・イグナーツ、ジョセフ・シャハト、ジョン・ワンズブロー、マイケル・クック、パトリシア・クローネなどの欧米の学者は、ハディースの歴史性や信憑性を科学的エビデンスの観点から疑問視している。
ハディースを否定する行為を、多数派のイスラム教徒は不信仰であるとみなしている。イスラム学者ホセイン・ナスルは、非ムスリムの「オリエンタリスト」によるハディース批判を非難し、それを「イスラム全体に対して行われる、最も悪魔的な攻撃の1つ」とさえ呼んだ。

## ハディースの「権威化」におけるシャーフィイーの影響
ムハンマドの死後、1世紀半ほど経ち形成され始めた、初期のイスラム法学派やその学者たちの間においては、ムハンマドのスンナとその根拠であるハディース（当初はムハンマド以外の初期ムスリムの言行を報告するためにも使われていた）の重要性について、総意が形成されていたわけではない。「アハル・ラッユ（Ahl al-Ra’y）」として知られる、合理的な裁量をイスラム法源として導入する流派の中では、ムハンマドのスンナを多くの法源の1つにすぎないという考え方も存在した。他の法源には、カリフや主要な初期ムスリムの伝統などがある。また、「アハル・カラーム（Ahl al-Kalām）」として知られる、思弁的な神学者たちは、ハディースの権威を否定した。彼らは、ムハンマドの言行や承認についての1世紀半前の報告の信憑性を完全に確証させることは不可能と考えたからである。
古典的なイスラム法学における、ハディースの最たる重要性を確立させたのは、スンナ派のシャーフィイー法学派の創始者シャーフィイー（西暦767-820）である。
シャーフィイーは、ハディースについてこう説く。
「預言者からの伝承については、それを裏付けるものであろうと、矛盾するものであろうと、いかなる人物の発言も意味を成さない。もし預言者からの伝承を知っていたならば、いかなる人物であれ、それに従ったはずであろう」。 
米コロンビア大学のイスラム法専門家ジョセフ・シャハトや、ダニエル・W・ブラウンをはじめとする多くのイスラム学者は、イスラム法学におけるハディースの権威性は、最初期のムスリムによる総意ではなく、その後、後世に受け継がれたものであると指摘する。Schachtによれば、シャーフィイーが著作の中でハディースの重要性を主張し続ける必要性を感じていたということは、当時現れた「逸脱者・異端者」を非難する目的ではなく、自らの主張がまだ教義上多数派を形成しておらず、それを定着させるための努力が必要であったことを示唆しているという。 
ムスリムはムハンマドに従わなければならず、そのスンナに倣うべきとする信条は、クルアーンの3:32、5:92、24:54、64:12などの章句に由来する。 ハディースはヒジュラ歴3世紀頃まで口伝で伝えられており、ムハンマドの実際の教えや行動をどれだけ忠実に、また精神的に踏襲しているか疑問視する声もあったが、シャーフィイーは「ムスリムは預言者に従うことを命じられている以上、神は必ずその手段を用意しているはずだという単純な命題を用いて」、ハディースに従わなければならないと主張した。
シャーフィイーはスンナを神の啓示（wahy）とみなし、その記録（ハディース）を古典的なイスラム法（シャリーア）における基礎としたが、最も主要な法源であるクルアーンの中では法に関する章句が比較的少ないにもかかわらず、ハディースは宗教的義務の詳細（サラートのためのグスルやウドゥといった沐浴方法など）から、正しい挨拶の仕方、奴隷への慈悲の重要性 まで、あらゆることについて指示を与えている。
ジョナサン・AC・ブラウンによれば、「イスラム神学と法学の全系は、主にクルアーンを由来とするものではない。ムハンマドのスンナは第二の、しかしはるかに詳細な啓典とされ、後世のイスラム学者は預言者をしばしば『二つの啓示の持ち主』と呼ぶようになる」。
シャーフィイーの功績により、後世の学者は「スンナが預言者の言動に由来するもの以外であると疑うことはほとんどなかった」が、後世のハディース批判者は、シャーフィイーの理論に対抗し、初期の学派と同様の主張をすることもあった（例えば、クルアーンのみが神の啓示であるとする説など）。 

## 「ハディース検証学」の確立
不確かな伝承を排除し、本物の「真正な（サヒーフ）」ハディースの確証を目的としたハディースの「審査・検証法」は、古典的イスラム学問においてハディース検証学（ʻilm al-ḥadīth、「ハディース学問」とも呼ばれる）として確立した。この学問は、シャーフィイーの死後およそ1世紀後のヒジュラ歴3世紀、古典的なハディース集が編纂・完成したことで、「成熟期」、すなわち「最終段階」に入ったとみなされている。
ハディース検証学における、伝承の信憑性を審査する検証法の確立は、いくつかの理由からイスラム教において重要であった。ヒジュラ歴3世紀以降、シャーフィイーがもたらしたこの教義の功績により、ムハンマドのスンナの最たる重要性が不動のものとなったことに加え、ハディースはイスラム法の一次資料としての地位を確立させ、それは政治的・神学的紛争における「イデオロギー」の道具として猛威を振るうようになった。しかし、ハディースは100～150年かけて口頭で伝えられてきたため、ヒジュラ暦3世紀に古典ハディース集が編纂されるまでは、ハディースの伝承経路を確認するための文献は存在せず、さらにハディース捏造は「大規模に行われた」ため、ムハンマドの伝承としての神聖な正統性と地位が損なわれる恐れもあった。その規模の大きさは、最も有名なハディース収集家であるムハンマド・アル＝ブハーリーが、600,000近くの伝承の数々を検証し、その中から約7,400（この数には、同じような内容を持つ伝承の異なる言い回しや、伝承者経路が異なる同一内容の伝承の繰り返しも多く含まれる為、額面上より小さな数値となる）を除く、ほぼすべての伝承を排除したと報告されていることからもうかがい知ることができる。これはつまり、ブハーリーがハディースを収集した当時の段階では、出回っていた伝承の約98.7％が捏造だったという概算となる。
ハディース検証学における、ハディース真贋性の審査は、以下の3つの基準に基づく。
1. その伝承が「伝承経路が複数存在する、共通・同一内容のハディース」[40]によって裏付けが取れるかどうか。このような「ムタワーティル」格のハディースは、信憑性は高まるものの、その存在は極めて稀である。この基準を満たさない、残された数多くのハディースについては、以下の要素が検証される。
2. 伝承経路（イスナード）が単一の伝承（アーハード）における、各伝承者の「性格と能力の信頼性」[40][41]。
  1. これは、預言者の教友（サハーバ）には適用されない。彼らの人格と能力は、ムハンマドとの「直接的な関係によって」保証済みとされるからである[41]。
3. 「伝承経路の連続性」[40][41]。

ただし、上記の基準は下記の前提にも基づいている。
1. 「ハディースの嫌疑または欠陥は、その伝承者の性格（ʿadāla）[42]。または能力（ḍābiṯ）の欠如に直接起因している」こと
2. それら「嫌疑ある伝承者は特定可能である」こと
3. 教友（サハーバ）以外の各伝承者は検証・審査されるべきである一方、「実際の伝承経路（イスナード）」 の概念そのものの有効性を疑わないこと

こうした基準に基づく審査の対象は、ハディースの伝承者経路のみであり、本文（matn）そのものはほぼ全くと言って良いほど対象とならない。
ハディースを審査・検証するハディース検証学（ʻilm al-ḥadīth）の業績としては、ヒジュラ歴3世紀以降の古典ハディース集（スンナ派の真正六書）に見られる。いわゆる真正六書とは、前述のムハンマド・アル＝ブハーリーの『サヒーフ・アル＝ブハーリー』をはじめ、『サヒーフ・ムスリム』、『アブー・ダーウード』、『アル＝ティルミズィー』、『イブン・マージャ』、『アル＝ナサーイー』の六冊の書物を指す。

## イスラム世界におけるハディース批判の歴史
イスラム教におけるハディースの収集や用途に対する批判は、シャーフィイーによる古典的位置付けとしてのコンセンサスが発展・確立されつつあった初期の時代（特にアハル・カラームやムゥタズィラ学派）や、それから数世紀を経た近代のイスラム改革派（アーレ・クルアーン運動やサイイド・アフマド・ハーン、ムハンマド・イクバールなどの思想家）がイスラム教の再興を目指していた時代に見られる。それに加え、ゴルトツィーエル・イグナーツやジョセフ・シャハトのようなヨーロッパの学者も、19世紀からハディース学問を批判してきた。

### 初期におけるハディース批判
ハディース検証学の成立期
古典的な「ハディース批判の体系化」は、アブー・ハニーファ（西暦767/ヒジュラ歴150没）の時代、「膨大な数の捏造ハディース」が「制御不能」な状況に陥ったときに始まった。しかし、ハディース研究／ハディース批判はアブー・ハニーファから始まったわけではなく、彼の『知的先達』であり、当時のイスラム学者マーリク（ヒジュラ歴179没）やシャーフィイー（ヒジュラ歴204没）もまた、ある意味「ハディースの辛辣な批判者」であった。スンナ派における最も権威的なハディース集となる『サヒーフ・アル＝ブハーリー』が完成したのは、西暦846年（ヒジュラ歴232年）頃であると言われる。古典的イスラム学問におけるハディース検証学（ʻilm al-ḥadīth、「ハディース学問」とも呼ばれる）が「成熟期」、そして「完成期」を迎えたのは、シャーフィイー没後から約1世紀後の、西暦10世紀ごろに古典ハディース集が編纂されてからである（真正六書の著者の内、最後に死去したのは西暦915年/ヒジュラ歴303年没のアル・ナサーイーである）。
アハル・カラームによる批判
イスラム学者ダニエル・W・ブラウン博士によると、ハディースの信憑性、学術性、重要性が問われるようになったのは、ヒジュラ歴2世紀、シャーフィイーがイスラム法の最たる権威としてムハンマドのハディースを確立させたときにさかのぼる。
当時、アハル・カラーム（Ahl al-Kalām）と呼ばれる反対派は、「伝承主義者の手法とその結果の両方を強く批判」し、ハディースにおける「伝承の信頼性」を徹底的に疑った。例えば、ハディースの「伝承者の素質」に対する伝承主義者の検証法は「あからさまに恣意的」であり、ハディース集を「矛盾した、冒涜的で、不条理な伝承で埋め尽くされている」と考えた。
彼らは、ムスリムがムハンマドの模範に倣うべきであることに反対はしなかったもの、ムハンマドの「真の遺産」とは、「何よりもまずクルアーンに従うことにある」と主張した。クルアーンは「すべてのことを説明する」（クルアーン16:89）ものであり、ハディースは「それに優先されてはならない」 とされた。ある問題が「クルアーンで言及されていない」場合、アハル・カラームは「神が意図的に規定しないままにした」と考える傾向があった。彼らは、ムハンマドへの追従とは、神がムハンマドに下したクルアーンのみに追従することであるとし、クルアーンが「啓典」とともに「英知」に言及する場合（4:113、2:231、33:34）、「英知」とはスンナ派の主張するような「ハディースの別称」ではなく、「啓典に定められた具体的な規定」を意味すると主張した。
ムゥタズィラ学派による批判
その後、同様にムゥタズィラ学派（8～10世紀にバスラやバグダッドで繁栄）も、ムハンマドのスンナの伝承は十分な信頼性がないと考えた。彼らによれば、「ハディースは単なる憶測や想像の産物に過ぎないが、一方のクルアーンは完全無欠であり、ハディースや他の文献による補足や補完を必要としない」とした。
アラブ・イスラム学者Racha El Omari博士によると、初期ムゥタズィラ学派は、ハディースについては「物議を醸すイデオロギーの道具として悪用される」傾向があり、ハディースの本文（matn）は、伝承経路（イスナード）だけでなく、その思想や明瞭性を吟味する必要があり、ハディースが有効とされるためには、「ムタワーティル格のような形である必要がある」と認識していた。つまり、それぞれが異なる教友から開始する多数の伝承経路（イスナード）の束によって支えられている必要があるとした。
イスラム法学者ワーイル・ハッラークは、ムタワーティル格（複数の伝承経路が報告する、内容が共通・同一のハディース）とアーハード格（単一経路によってのみ報告されるハディース、つまりほぼ全てのハディース）の重要性について著しているが、中世の学者ナワウィー（西暦1233-1277）の主張としては、ムタワーティルではないハディースの真実性は、その可能性があるということに過ぎず、ムタワーティルのハディースのような確実性には至らないと述べている。そして、Ibn al-Salah（西暦1245没）、al-Ansari（西暦1707没）、Ibn ‘Abd al-Shakur（西暦1810没）のような学者は、厳密には僅か「8つ、もしくは9つ以下の」ハディースしか、ムタワーティル格に当てはまらないという事実を発見している。
ワースィル・イブン・アター（西暦700-748、多くがムゥタズィラ学派の創始者とみなす）は、4人の独立した伝承者がいる場合、報告の信憑性の証明になるとした。彼は、すべての伝承者が一致して捏造を報告することはできないと考えた。ワースィル・イブン・アターがムタワーティルのハディースを容認したのは、ある出来事が実際に起こったことを証明するための証人という法学上の概念から来ていると思われる。そのため、一人しか目撃していない単一の報告とは異なり、一定の数の目撃者が存在することで、その目撃者が嘘をついている可能性を排除することができる。これはハディース検証学においてはその名の通り、「単一人物の報告」（khabar al-wāḥid）と名されている。Abū al-Hudhayl al-ʿAllāf (西暦227/ヒジュラ歴841没)は、ムタワーティル格の伝承の検証に努めたが、真実性のために必要な証人の数は20人が必要であるとし、さらに伝達者の少なくとも1人が信者であることを条件とした。
ムゥタズィラ学派の中で、理性とクルアーン以外の知識源に最も強い懐疑心を示したのは、イブラーヒーム・ナッザーム（西暦775～845）である。彼にとっては、イスナードが単一経路の伝承（アーハード）も、複合経路の伝承（ムタワーティル）も、知識の習得において信頼できないものであった。彼は矛盾するハディースの数々を提示し、その内容（matn）の不一致を検証した上で、なぜそれらが拒絶されるべきかを示した。それらは人間の誤った記憶と偏見に依拠しており、どちらも真実を伝えることができないからである。ハディースの信頼性に対するイブラーヒーム・ナッザームによる批判としては、ハディースは様々な神学派や法学者による極論と宗派性を支持するために流布されており、伝承者の一人が、一つの伝承の内容を捏造した疑いを免れることは決してできないとした。
ナッザームの批判主義は、単一経路の伝承であれ、複合経路であるムタワーティルの伝承であれ、それらの検証そのものの不合理性を指摘するに留まらなかった。彼の姿勢はまた、学者間のコンセンサス（イジュマー）の信頼性を排除するものでもあり、それは単一経路の伝承を検証するために考案された古典的なムゥタズィラ学派の基準にとって重要であった（下記参照）。このように、コンセンサスやムタワーティルの方法論を両方排除したことは、ムゥタズィラ学派の中においても、彼の批判の鋭さと広範さが特筆されることとなった。

### 近代におけるハディース批判
ダニエル・W・ブラウン博士によれば、19世紀のイスラム学者サイイド・アフマド・ハーンとそれ以降の研究において、「ハディースの信憑性に関するムスリムの議論の中心となった3つのトピック」は以下の通りである。
1. ムハンマドの教友たちの人格（正統なハディース伝承者としての性格と能力）。伝統ハディース検証学では、ムハンマドとの「直接的関係によって」それが保証されるとしたが、もちろんそれが調査によって実際に証明されたわけではない）
2. ハディースが保存・伝達された方法（それにより収集されたハディースが曲解を防ぐのに十分な信頼性を持つかどうか）
3. 伝承の真偽を区別する上でのイスナード批判の有効性[56]

20世紀の保守的な復興派、そしてリベラルな近代主義者は共に、シャーフィイーや古典的ハディース批判に反し、「スンナはクルアーンの内容に照らし合わせた上で、再評価されるべき」と考えていた。

#### 復興主義
合理主義とは異なるハディース批判の方法論を用いたのは、シャー・ワリーユッラー・デラウィー、シブリー・ヌマーニー、ラシード・リダー、ジャマールッディーン・アルカースィミー、アブル＝アアラー・マウドゥーディー 、ムハンマド・アルガザーリーなどの復興主義者たちであった。彼らはムハンマドの権威、古典的ハディース批判の原則に従うこと、シャリーア法の必要性を強く信じ、「ハディース否定論者」の不道徳さを非難している。その一方で、彼らは古典的ハディース批判の成果であるはずの古典的ハディース集を、捏造された伝承を排除するため再検討する必要性があること、また伝統派の学者がハディースの本文（matn）の評価を軽視してきたこと、その状況を改善するために法学者を活用するべきであること、そしてその結果をシャリーア法の改革・再構築に活用すべきであると主張した。
18世紀、シャー・ワリーユッラー・デラウィー（1703-1762）は、ムガル帝国が崩壊し始めたことで、インドにおけるムスリムの力が衰退していくのを食い止めようとした。ムスリム支配力を回復するため彼はジハードを説いたが、彼はまた教条的な刷新（bid'ah）や、原典が吟味されぬまま、イジティハードが実践されない古典的な法への盲従主義（taqlīd）に対する改革にも関心を寄せていた。彼の研究の中心は「ハディース学問の復活」であった。彼は、ハディース学者が伝統的に無視してきたハディースの本文（matn）を検証し、ハディース研究と法学の双方に精通した学者を登用し、伝承者が証言したことの「意味」を必ずしも理解していなかったために生じたハディース間の明らかな矛盾を解消しようとした。
20世紀後半になると、懐古主義派のサラフィー主義であるシブリー・ヌマーニー、ラシード・リダー、アブル＝アアラー・マウドゥーディー 、ムハンマド・アルガザーリーらも、（インドに限らず）「イスラム教の復権」を目指し、特にシャリーアを、植民地主義と近代化による「世俗的で西洋の影響を受けた法体系」に取って代わられる以前のイスラム圏の法体系に戻すことを目指した。同時に彼らは、適切なシャリーアを回復するためには、法学の「何らかの改革」が必要であり、そのためには源流に戻る必要があり、源流をどのように「解釈し、理解するか」についての合意が必要であり、ハディースを再解釈する必要があるという点でも一致していた。
シブリー・ヌマーニー(1857-1914)は、伝統的なハディース検証学は「法学者（フカハー）の参加を必要とする」作業であるにもかかわらず、法学を無視してきたことが誤りであり、その代わりに、ハディース収集家（muhaddith）に支配されていたと主張した。
法学の応用とは、イスラム法学者（フカハー）の方法に従って、ハディースの内容（matn）の精神と関連性を「シャリーア全体の文脈の中で」検討し、「理性、人間性、歴史的条件」にそぐわない腐敗したハディースを排除することである。ハディース収集者はハディース学問の学者というよりも、ハディースの「技術者」、つまりイスラム法の学者に原材料を提供する「労働者」に近い。20世紀の南アジアの代表的な復興論者であるアブル＝アアラー・マウドゥーディー（1903-1979）も、本文が軽視され、ハディース収集家が「偽りのある伝承」を受け入れ、「真実のある伝承」を拒絶する結果になっていると主張した。
マウドゥーディーはまた、ハディースの伝達者としての教友の信頼性に疑問を投げかけ、「高貴な教友でさえ、人間的な弱さに打ちのめされたり、他者を攻撃したりした」と述べ、教友間の確執や論争の例を挙げた。

マウドゥーディーの批判は、第一世代のムスリムの集団的な道徳性（ʿadāla）は非難されるべきものではないという古典的ハディース批判の教義と衝突した。マウドゥーディーは、イスラム法においてハディースを控えめに、あるいは全く使わないようにすべきだと考える近代主義者に強く反発したが、それにもかかわらず、伝統的イスラム学者（ウラマー）からその見解を攻撃された。
ユースフ・アル＝カラダーウィー（1926年生まれ）は、スンナにおける「ハディース批判の3つの基本原則」を提案した。
1. 「古典的なイスナード批判のツール」を用いて、ハディースの「信頼性と真正性」を検証する[71]。
2. ハディースの「真の意味と意図」を理解するため、ハディースの「出来事や発言」の状況、「その発生の理由」、「クルアーンの章句や他のハディースの中での位置」を調査する必要性。
3. ハディースを「他のより信頼できるテキスト」と比較して、それらと矛盾しないことを確認する。

クルアーンの上位性
20世紀の保守復興主義者やリベラルな近代主義者によるハディース批判と、シャーフィイーのような古典的ハディース批判を分け隔てた点とは、（シャーフィイーが考えたように）「スンナがクルアーンを支配する」のか、あるいは「スンナはクルアーンに照らし合わせて再評価されるべき」（近代になって主流になった考え）なのかということだった。
20世紀後半には、ムハンマド・アルガザーリー（1917-1996）も、「孤立した」ハディースを再検討し、「より高い権威の原則」に従わせることを求めた。その中には、ムタワーティルの伝統、共同体の慣習、そして「最も重要なクルアーン」が含まれていました。シャフィー（Shafīʿī）や古典的な研究者が「スンナがクルアーンを支配する」と考えていたのに対し、al-Ghazali（およびシブリー・ヌマーニー、ラシード・リダー、アブル＝アアラー・マウドゥーディー ）は、クルアーンがハディースの「信憑性における最高の裁定者」でなければならないと考えていた。リダーは「クルアーンと異なるすべての伝統は、その伝承経路にかかわらず、廃棄されるべきであると主張した」という。2つの典拠の間の確執の例は、以下の通り。
- 牛肉の消費がハラームであったかどうか。（クルアーンはその食用を許可するが、ハディース学者ムハンマド・ナースィルッディーン・アル＝アルバーニーはハディースを引用し、それが禁じられていると布告した。） [72]
- 非ムスリムの殺害は、ムスリムの殺害と同様に、キサース（同害報復刑）で罰せられるべきかどうか。 （サウジアラビアで非ムスリムの技術者が襲撃されて殺害された際、イスラム法裁判官（カーディ）は「la yuqtalu muslimun fi kafirin」というハディースを引用し、その殺人者にはキサースを適用できないと判断した。ムハンマド・アルガザーリーによれば、これはクルアーンの人間の尊厳に関する原則に違反しているが[75]、他の人はクルアーンとの不一致を認めていない。）[76]

#### 近代主義者
その後、19世紀のイギリス領インド帝国において、サイイド・アフマド・ハーンのようなイスラム近代主義者たちは、科学への理解を深め、合理性を追求することで、西洋の植民地支配の影響やイスラム勢力の衰退に対処しようとした。彼らはしばしば、シャリーア法を含むいくつかの教義を再解釈し、平等な権利、平和的共存、思想の自由といった近代的な規範を支持した。
サイイド・アフマド・ハーンは、「後に著名な学者であるゴルトツィーエル・イグナーツやジョセフ・シャハトが行ったように、ほとんどの伝統ではなく、多くの伝統の歴史性や信憑性に疑問を呈した」。彼は特にbi al-ma'na（逐語的ではなく物語的感覚）に従った伝承によるハディースの捏造を非難し、ムタワーティル格のハディースのみを「クルアーンとは独立した信頼できる教義上の根拠」として「信じるようになった」。サイイド・アフマド・ハーンは、「伝統的なハディース研究者（muḥaddithūn）は、ハディース本文（matn）の批判を怠っていたという議論」の先駆者の一人である。彼によると、伝統的ハディース研究者ら（muḥaddithūn）はハディース伝承者の「信頼性の検証」における困難性に直面し、ハディースの内容を検証するという作業の段階までは「手が回らなかった」のである。
サイイド・アフマド・ハーンの弟子であるChiragh Aliはさらに突き詰め、ハディースのほとんどすべてが捏造であると指摘した。ムハンマド・イクバールは、ハディースを全面的に否定したわけではないものの、文脈や状況に応じて解釈すべきだと主張し、ハディースの使用に制限を設けた。ムハンマド・イクバールの弟子であるGhulam Ahmed Pervezは、もしハディースが神の啓示（wahy）であるならば、なぜムハンマドや彼の直属の弟子（教友）たちがクルアーンに対してそうしたように「書き留めたり、記憶したり、組織的に収集したり、保存したりしなかったのか」と疑問を投げかけている。
エジプトのムハンマド・タウフィーク・スィドキー（1920年没）は、「ハディースは、不条理な、あるいは捏造された多くの伝承が入り込むのに十分な時間が経過して、ようやく記録され始めた。」という。
ジョナサン・AC・ブラウンによれば、スンニ派のハディースの伝統に対する「最も影響力のある近代主義者の批判」は、エジプトのラシード・リダーの弟子であるMahmoud Abu Rayyaであった。Mahmoud Abu Rayyaは著書『ムハンマド教のスンナに照らしつける光』（Adwa` `ala al-Sunnat al-Muhammadiyya）の中で、イスラム教の基礎は「クルアーン、理性、そして預言者の遺産に関する疑う余地なきムタワーティル格の伝承」のみであると主張し、ムタワーティルでないハディースによって、後述のアブー・フライラのような信頼性のない伝承者が古典ハディース集を汚染していると指摘した。彼もサイイド・アフマド・ハーン同様、ハディースの捏造は、逐語ではなく話の意味や感覚に基づいて伝承されたことに起因するとしている。
他の復興主義者と同様、近代主義者らもクルアーンの優位性を強調した。ハディースの瑕疵を危惧していたサイイド・アフマド・ハーンは、「クルアーンは、預言者に関する情報を比較・検証するための最上の基準である」とした。ラシード・リダーは、それがクルアーンと「確執するもの」として、その伝承経路にかかわらず、ハディースはすべて廃棄されるべきだと主張した。彼に続いて、Taha HusseinやMohammed Hussein Heikalなどの「多くのエジプトの知識人」も、クルアーンはハディースを「無効化」すると主張した。
イスラム法の基礎としてのハディース完全否定
少なくとも一人の近代主義者が唱えたクルアーン優位性の主張は、上述のアハル・カラームの思想によく似ていた。
ムハンマド・タウフィーク・スィドキーは、エジプトの『アル・マナール』誌に掲載された「al-Islam huwa al-Qur'an Wahdahu」（「イスラムとはクルアーンのみ」）という論文で、クルアーンのみで導きとして十分であると主張している。「人間が義務づけられたことは、神の書に記されたこと以上のことではない。...もしクルアーン以外のものが宗教に必要であったならば、預言者はその記録を文書で行うことを命じ、神はその保存を保証したであろう」とスィドキーは指摘している。

## 本文（matn）への批判
ブハーリーをはじめとする伝統的ハディース学者たちが、数多く存在した捏造ハディースの中から真正な「核心」にまで絞り込むことに成功したかどうかは議論の余地がある。中世の法学者で著名なハディース学者でもあるナワウィーは、最も信憑性の高い二大ハディース集（サヒーフ・アル・ブハーリーとサヒーフ・ムスリム）の中で「多くの学者が、これらの著作の収集者が想定した検証条件を満たしていない、多くのハディースを発見した」と述べており、ヨーロッパの学者ジョセフ・シャハトは、「古典的コーパスでさえ、信憑性の極めて低い、非常に多くの伝承が含まれている」と主張している。
ムハンマド・アルガザーリーは、彼の著作「Al-Qanun al-Kulli fi al-ta'wil」の中で、いくつかのハディースに見られる問題点について、匿名の「質問者」からの質問を取り上げているが（p.98-100）、その中には次のものがある。「『サタンはあなた方の血管の中を走っている』（P.99）『サタンは糞尿と骨から栄養をとる』『楽園は天地ほども広い』はずだが、その二つの範囲内のどこかに含まれているはずではないか？」(p.100)
それより数世紀も前、ムゥタズィラ学派がこうしたハディースに異議を唱えていたが、スンナ派の学者たちは、神の啓典に対し理性を働かせたために生じた誤りだとして、これを退けた。15世紀の中世のイスラム学者イブン・ハジャル・アル＝アスカラーニーは、
- 神がアダムを創造したとき、その身長は60腕であったが、アダムが堕落した後、「人類はその時から縮小し続けている」[92]

と述べる上記のハディースを目にしたとき、古代人はそれと同等の身長だったのではないかと考え、ハディースの信憑性を疑うことなく、「今日に至るまで、この問題を解決する方法は見つかっていない」と率直に認めている。しかし、西洋の自然科学やテクノロジーの台頭により、一部のイスラム教徒は別の結論を出したのである。
批判家たちは、ハディース捏造を正当化するシャーフィイー後の時代の誰かよりも、預言者が言うことのようには思えないハディースを批判している。それらは以下である。
- 「私が実際に言ったかどうかにかかわらず、クルアーンと一致する言葉であるなら、それは（実際に発言でなくとも）私に帰属する」
- 「巷のあらゆる良い言葉は、私が言ったものだ」[95][96]

Joseph Schachtは、非常に多くの矛盾したハディースが存在する原因は、「矛盾した教義や慣習への反論として使用するため」に捏造されたハディースである可能性が高いと主張している。

### 科学と相反するハディース
イスラム学者ジョナサン・AC・ブラウンは、イスラム教の初期の異端宗派であるムゥタズィラ学派によって否定されたハディースについて解説している。しかし、古典的な伝統主義イスラム学者たちは、これを異端とみなした。さらに、蛇毒の解毒剤には蛇の肉が使われていることに例えて、ハディースの信憑性と内容の真実性を弁護している。これらの多くは、奇跡のような反自然主義的な釈明として答えられた。

## 捏造ハディースが存在する議論および論拠
「サヒーフ」とされるハディースであれ捏造は免れず、その使用に制限を設けるよう提案した学者は、初期のイスラム学者イブラーヒーム・ナッザーム (西暦775-845)、イブン・サアド (西暦784-845)、ナワウィー(西暦1233-1277)、イブン・ハジャル (西暦1372-1449)、そして後世の改革者サイイド・アフマド・ハーン(西暦1817-1898)、ムハンマド・イクバール (西暦1877-1938)などがいます。また、西欧の学者であるゴルトツィーエル・イグナーツ、ジョセフ・シャハト、G.H.A. Juynboll、現在ではIsrar Ahmed Khanなどである。
伝統的なハディース検証学の瑕疵
多くのハディース否定論者たちにとり、ハディースの露呈する自然科学やハディース同士の矛盾は、伝統派ハディース学者ら（muhaddithin）が虚偽のハディースを全く見抜けなかったことの証明であり、彼らの方法論には何らか決定的な問題があるのではないかと考えた。その理由として、伝統派ハディース学者ら（muhaddithin）はハディース本文（matn）を軽視し、ハディースの伝承経路（イスナード）の検証を一辺倒に重視していたことが挙げられる。また、伝統派学者らが注目していた、伝承者の性格・能力といった人物像の検証を試みる伝統的ハディース検証学を、否定論者たちが受け入れたわけではない。伝承者の人物評（ʿilm al-rijāl）は、「生きている者の人格を判断するのも十分難しいのに、それが遠い過去の人物の検証」となると、どうして正確な科学であり得るだろうか。伝承者に関する情報は乏しく、さらにしばしば矛盾しており、偽善者は非常に狡猾である可能性もあるため、「すべての関連情報が収集されているという保証はない」のである。さらに、もしハディースが改竄されたのであれば、伝達者に関する歴史的な報告も同時に改竄されているはずである。
さらに、仮にハディース本文（matn）が捏造できたのであれば、伝承者経路（イスナード）も捏造できたはずである。これは、従来の伝統派ハディース学者が「完全に無視してきた」問題であり、古典的ハディース批判の時代において（ダニエル・W・ブラウン曰く）「おそらく最も深刻な課題」であった。ハディース捏造者が「自らの捏造を隠すために」伝承経路（イスナード）を捏造していたことが判明しているのに、ハディースを「伝承経路に基づいて信頼できる」と判断し得るだろうか？結局のところ、そこには最も尊ばれる権威に「自らの発言を帰属させる」ための、強い動機があったのである。
捏造の動機と理由
バーナード・ルイスによれば、「イスラム教初期の数世紀においては、ある大義名分や見解、党派を宣伝するにあたり、預言者の行為や発言の引用よりも優れた方法はなかった」という。このことが、ハディースを捏造する強い動機となった。
サイイド・アフマド・ハーンとシブリー・ヌマーニーを引用したダニエル・W・ブラウンによれば、ブハーリーやムスリムによる「サヒーフ（真正）」ハディースでさえも腐敗してしまった主な原因は以下の通りである。
1. 政治的対立[58]
2. 党派主義的な偏り[58]
3. 逐語的 (bi'l-lafẓ)でなく、その意味・意図（bi al-maʿnā）を汲み取った内容の解釈[58][102]

その他の批判
捏造の動機が何であれ、ハディースには議論の余地なき矛盾があることに加え、いくつかのサヒーフ・ハディースも誤りが見受けられ、イスラム法における法源として高い地位を与えられるべきでない理由がある。
- ḥadīth qudsīを除き、スンナ／ハディースはクルアーンのように逐語的（bi al-lafẓ）に啓示され、記録されることがなかった。それはしばしば、伝承内容の意味や要点を汲み取って（bi al-maʿnā）伝えられた[103]。
- クルアーンとは異なり、スンナ／ハディースが「文書として記録」されたのは、ムハンマドの死後1世紀以上経ってからである。もしスンナ／ハディースが神によって啓示された永遠の真理であるならば、なぜ初期のムスリムたちはそれをクルアーンのように書き記すよう命じられなかったのか、という疑問が出てくる[103][104]。もしムハンマドがハディースを書くことを禁止していたのであれば、それは後世のムスリムに対し、スンナが「拘束力を持つよう意図されていなかった」ことを示唆するのである[105]。
- イスラム法はムスリムの名誉、財産、生命に関する法であるため、その出典は「知識の確実性」を保証する最高水準のものでなければならない。イスラム法の主要な情報源である「サヒーフ」なハディースは、「ハサン（良好）」格のハディースや「ダイーフ（脆弱）」格のハディースよりも上位に位置する「真正」として定義されているものの、それらは「ムタワーティル」格（虚偽における同意が不可能なまでの多数の伝承者からの報告）のハディースような「知識の確実性」を提供するものではない。（そして残念なことに、ムタワーティル・ハディースは極めて希少であり、イスラム法の発展における活用ができない。）

他にも、ハディースという形のスンナが、神の啓示としてクルアーンの基準に及ばないという議論がある。

### 信頼性の低い伝承者
伝統ハディース検証学（ʻilm al-ḥadīth）では、ハディースの信憑性を検証するための主要な手段として、ハディース伝承者のイスナード（伝承経路）が用いられる。しかし、（誤った記憶や操作による破損の機会が少なかった）最古のハディース集のイスナードは「簡素かつ初歩的」であるのに対し、後の「古典的」ハディース集に見られるイスナードは通常「完璧」であり、質の高いイスナードと真正のハディースとの間には相関関係がないことが示唆されている。

米国人ムスリムのイスラム学者ジョナサン・AC・ブラウンによると、20世紀エジプトの学者Mahmoud Abu Rayyaは、信頼性の高いとされる教友からハディースが伝えられることの問題点を指摘している。その一人のアブー・フライラは、ムハンマドの死からわずか2〜3年前（つまり共同体が既に繁栄していた時）にムスリム共同体に加わったにもかかわらず、数多い教友の中でもハディースを「最も多く」伝えた人物であり、彼が聞いたと主張する「何千ものハディース」を伝えるが、これはムハンマドの初期から一緒にいた教友が伝えるよりもはるかに多い数である。Mahmoud Abu Rayyaなどは、アブー・フライラが主張するような何千ものハディースを彼が聞いた可能性は極めて低いと考える。同様に、アブー・フライラがイスラム法や儀礼の詳細を学び、これらの問題に関しハディースの意味を変えないように報告した可能性も低いと考えている。（アブー・フライラは、ユダヤ教の伝承にある過去の預言者にまつわる話、すなわちユダヤ教由来の伝承である「イスラエリヤート（Israʼiliyyat）」に夢中になっていたことでも知られている［以下参照］。）

ウマルがカリフ時代にハディースの伝達を禁止したのは、偽書の問題が「非常に深刻になった」ためである。ウマイヤ朝では、敵であるアリーを攻撃したり、王朝の創始者ムアーウィアを支持したりするハディース捏造が国策として行われた。その次の王朝であるアッバース朝は、「歴代の支配者の治世」を予言するハディースを流通させた。誤ったハディースを排除することを仕事とする伝統派学者たちも、自分たちが価値あると考える目的のため、捏造されたハディースを流通させた。

### 他宗教の影響
ハディース検証学では、異国由来と想定される物語は「イスラエリヤート（Israʼiliyyat）」として知られている。この呼称は、ユダヤ教・イスラエルの源流から発展した伝承であることを示すが、キリスト教やゾロアスター教などのその他の宗教から生まれたものも存在する。近代以前の学者の中には、これらの物語を熱心に釈義に用いた者もいれば、非難した者もいた。現代では、それらはイスラム教に反するものとして批判されている。
ラシード・リダーの友人であり弟子でもあったMahmud Abu Rayya（1970没）は、1958年に出版した著書『ムハンマド教のスンナに照らしつける光』（Adwa` `ala al-Sunnat al-Muhammadiyya）という書籍の中で、「真正と思われるハディースの多くは、実際にはムハンマドに帰されたユダヤ教の伝承である」と断定している。
ハディースとユダヤ教の影響の関係を指摘した、西洋における最も初期の学者は、フランスの東洋学者バルテルミー・デルブロ（1695没）であり、彼は「真正六書のほとんど」（すなわち「六大真正ハディース大全」）、「またハディース文学の多くの部分がタルムードから流用されている」と主張した。タルムードは、ムハンマド誕生の少なくとも1世紀前（西暦2世紀から5世紀の間）にエルサレムで記録され、その後は（現在の）イラクでも記録されている。その後、アロイス・シュプレンガー（1893没）、ゴルトツィーエル・イグナーツ（1921没）などの多くの東洋学者がこの方向性で批判を続けた。
より精緻な研究成果としては、W.R.Taylorによる「Al-Bukhārī and the Aggadah」がある。TaylorはSahih al-Bukhariからのいくつかのハディースを「タルムードおよびミドラーシュから派生したアッガーダーのテキスト」と比較し、「ハディースはタルムードとミドラーシュから流用されたものである」と結論づけた。テイラーは、大量のユダヤ人の「口伝情報、報告、物語、民俗情報」が、「タルムードやミシュナーの転写の際に、アラビア半島に住むユダヤ人や教父、キリスト教圏を経由して、ハディースが形成された後に、イスラム文学全般、特にハディース文学に入ってきた 」と主張した。他の学者は、ハディースに異なる宗教的影響を見出している。Franz Buhlはハディースをよりイラン・ゾロアスター教的な背景と結びつけ、デイヴィッド・サミュエル・マーゴリュースは聖書外典のアポクリファと結びつけた他、アルフレッド・ギヨームは一般的なキリスト教による影響を強調している。

### 伝統主義派による反論
ハディースを何世代にもわたって口伝してきたために腐敗が生じたという批判に対し、伝統派は、信頼性が低いのは口伝の方ではなく、書き写された文字による伝承であると反論する。実際、口伝は「生きた証人によって証明」されない限り、「ほとんど価値のない孤立した文書よりも優れていた」とし、対する口伝の信頼性は「アラブ人の驚くべき記憶力によって保証されていた」。
伝統主義派のムスリムは、捏造ハディースの存在自体は否定しないが、ハディース学者らの功績によって、これらの捏造ハディースはほとんど排除されたと考える。ムハンマドの「スンナ」とは、ムハンマドが定めた具体的な先例をハディースとして伝えたものだけで構成されるべきだという理論の創始者であるシャーフィイー自身も、「信者は預言者に従うように命じられている」（33：21）こと、そしてクルアーンにおいても「神の使者の中に、神と最後の日に希望を持って前を向き、神をひたすら思い出すすべての人にとって、確かに良い手本がある」と記述されていることから、「神は確かにそのための手段を提供したに違いない」と主張した。
伝統主義派ムスリムは、そもそもハディース検証学は、捏造ハディースを厳密に審査する目的で確立したものであり、ハディース検証学は「これ以上の研究を必要とせず、実りある成果は今後出ない」というほどの完成度に達していると自負する。さらに彼ら伝統主義者たちは、ハディース批判者について、「正当な議論の根拠としてハディースの権威を黙認している」とし、ハディースを使用してハディースの矛盾を指摘する行為を非難する。
伝統的ハディース学問を擁護する一冊『The Evolution of a Hadith』（Iftikhar Zaman著）では、その支持者Bilal Aliによると、「過去千年にわたり、伝統派ハディース学者が実施してきたハディース批判の方法は、...現代の東洋主義的アプローチよりもはるかに科学的で正確である」と主張している。西洋のハディース批判に反論しようとした伝統派イスラム学者には、ムスタファー・アッスィバーイーとムハンマド・ムスタファー・アズミーなどがいる。
西洋の学者の中にもハラルド・モツキのように、こうした「改革主義的」アプローチ全体を批判する者がいる。米国人ムスリムのジョナサン・AC・ブラウンによれば、ジョセフ・シャハトと故G.H.A. Juynbollによる、初期のハディースと法の研究は、「小規模で恣意的な資料しか使っておらず」、「懐疑的な仮定に基づいており、それらを総合すると、あるハディースが実際にイスラム共同体の創成期にさかのぼる可能性よりもはるかに低い一連の偶然の一致を信じるよう読者に求めてることが多い」と釈明している。
伝統保守派の著名なファトワー・サイトのひとつ、ムハンマド・サーリフ・アルムナッジドが監修するサラフィー主義サイト「IslamQA」は、ハディースを「否定・拒否し続ける」者は、以下のような場合を除いて「重大な危険」にさらされると述べている。
- 否定するハディースの内容と、クルアーンのテキストに記載されている「意味が明確で曖昧でなく、破棄されていない」内容との間に、「完全な矛盾」を見いだすこと
- ハディースに「本文に記載されているような誤りにつながる可能性のある」「イスナードのつながりに弱点がある」ことを見いだすこと
- ハディース否定は「個人的な見解に過ぎず、正しいかもしれないし、間違っているかもしれない」[19]

## 「ムハンマドに従え／模倣せよ」と命じるクルアーン章句の解釈
「サヒーフ（真正）」ハディースでさえ信頼に値するようなものでないと主張する人々は、シャーフィイーがイスラム法として導入し確立させた伝統的教義、すなわちクルアーンの章句はムスリムが預言者を従うこと、そしてそのスンナに従うことを命じており、そのスンナは「サヒーフ（真正）」ハディース集に明記されている、という論説と対峙する事になる。批判者の中には、「ムタワーティル・ハディース」と呼ばれる、サヒーフよりも遥かに稀ではあるが確実性の高いハディースを支持する者もいれば、ハディースを完全に否定し、預言者のスンナに従うように促す命令は「ムスリムの第一世代にのみ適用される」と主張したり、すべてのムスリムに適用される預言者に従えという命令は「クルアーンへの従順さのみを指す」とする見解も存在する。

### 「ムタワーティル」格ハディースのみの限定的な適用
M.O. Farooqによれば、サヒーフのハディースがムハンマドの言葉を「確実に知ることができる」というのは真実ではないが、サヒーフの中にはそのような知識を提供することができる部分もあり、それは非常に稀な「ムタワーティル」格のハディースであるとする。ムタワーティルとは、「多数の伝承者が、虚偽に同意することはあり得ない」との前提を元に成り立つものである。この条件は、伝承経路の最初から最後までの一連の鎖の中で満たされなければならない（ムタワーティル・スンナには、礼拝やハッジ巡礼の儀礼が含まれ、「クルアーン全体がムタワーティルであると認められている」ほか、少数のムタワーティル・ハディースがある）。
しかし、ムタワーティルのハディースは、上記のようなありえない矛盾したハディースを除外し、ムハンマドに従い、模倣せよというクルアーンの命令を満たすかもしれないが、何世紀にもわたりムスリムが発展させたイスラム法学の基礎として適用できるものではない（ムタワーティル格としての基準を満たすハディースの数については学者間でも意見が分かれるが、ムタワーティル・ビル・ラフズ・ハディースと呼ばれる、同じ意味合いを持つ言葉ではなく、同じ言葉で語り継がれるムタワーティルの数は、わずか12個未満と考えられている）。ワーイル・ハッラークによると、「伝統主義者が扱い、法学者がそれに基づいて法律を導き出したハディースの大部分」は、「アーハード」、すなわち非ムタワーティル・ハディースとして知られている。それは「捏造に加担する可能性を排除するために、十分な数の同一本文を持つ伝承経路」のないハディースである。これらのハディースの信憑性は「その可能性がある」だけであって、確実ではない。
一つのハディースがムタワーティル格としての条件を満たすためには、どのくらいの伝承経路が必要かについて、法学者の間では意見が分かれていた。「イスラム法廷におけるカーディは、判決を下す前に4人の証人による証言を審議し、彼らの道徳的な公正さを審査しなければならない」ことから、最低でも5人とする意見もあったが、「12、20、40、70、313」とする意見もあり、それぞれの数字はクルアーンの章句などの宗教的説明により正当化される。
Farooqはムタワーティルを高く評価する多くの資料を引用している。
- ムスリムの学者たちの見解では、ムタワーティル・ハディースにより、伝承者が直接的に、明確かつ合理的に混じりけのない認識に基づいて報告したものは、確実な知識を生み出す[135]。
- ムタワーティルな伝承とは、ムスリムの第一世代から第三世代までの、捏造の可能性を完全に排除することのできる多くの信頼できる伝承者たちによって伝えられてきたものである[136]。
- ムタワーティルなハディースは、クルアーンそのものと同等の権威がある[137]。
- 大多数のイスラム法学者（ウラマー）によれば、ムタワーティル・ハディースの権威は、クルアーンの権威と同等である。普遍的で継続的な証言（tawatur）は確実性（yaqin）を生み、それが生み出す知識は感覚的に得られる知識と同等である[138]。
- 大多数のイスラム神学者（usuuliyyun）は、ムタワーティルは必要な知識または即時的な知識（daruri）をもたらすという見解を支持していたが、少数派はそのような報告書に含まれる情報は仲介的または後天的な知識（muktasab または nazari）によって知ることができると考えていた[139]。

伝統派ハディース学者（ワーイル・ハッラークやIbn al-Salahなど）は、これに反対し、ムタワーティルではないハディースを適切なものとしている。「スンナ派の4大法学派の法学者（ウラマー）の大多数は、たとえアーハード・ハディースが正当な知識を生み出さないものであっても、アーハード・ハディースに基づいて行動することを義務づける。このように、現実的な法律問題においては、肯定的な推測（zann）は「義務の根拠として十分である」とMohammad Hashim Kamal は言う（ただし「信仰の問題」においては、そのハードルはより高く、アーハード・ハディースでは不十分とされる）。ムタワーティル格ハディースが稀であることから、後世の最も著名な伝統主義者の一人であるIbn al-Salah（1245年没）は、（Farooqによれば）、ムタワーティル格のハディースは稀であるため、「イスラームの実践の多くでは、確実な知識は実現可能でも必要でもない。むしろ、確率的、あるいは合理的な知識があれば十分である」としている。

### ムハンマドと同時代の信者のみへの適用なのか
もう一つの議論は、ムハンマドに従い、模倣することをムスリムに求めるクルアーンの章句は、ムハンマドと同時代の信者に向けられたものであり、後世の人々に向けられたものではないというものである。
クルアーン主義を掲げるアーレ・クルアーン運動は、この章句はムハンマドと同時代の教友たちが置かれた特殊な状況に向けたものであり、それ以降の世代に向けられたものではないと主張している。時代や状況が変われば法の細部も変わるべきだが、イスラムの不変の原則はクルアーンにある（また、クルアーンには「スンナ・アッラー（神の伝統」など、スンナという語句が何度か出てくるが、ハディースの擁護者がムハンマドや他の預言者に関連して慣習的に使う「スンナ・ナビー（預言者の伝統）」という語句は一度も出てこない）。
後のクルアーン主義者たちはここに更なる議論を展開させた。20世紀初頭のエジプトの学者ムハンマド・タウフィーク・スィドキー（1920没）は、ムタワーティルのハディースであっても、「ある慣習があらゆる時代、あらゆる場所で拘束力を持つことを証明する」には不十分であると主張した。スィドキーは、ハディースに基づくムハンマドのスンナを「一時的・暫定的な法」と呼び、スンナが「預言者の時代に生きた人々だけを対象としたもの」である理由をいくつか挙げている。
- スンナは「預言者の時代」には、確実に保存されるよう「書き留められてはいなかった」こと
- ムハンマドの教友たちは、スンナを「書物としても、記憶としても」保存するための取り決めをしなかったこと[142]
- ハディースは、ある世代から次の世代へと逐語的に伝えられることはなかったこと[142]
- スンナはクルアーンのような「暗記の対象ではなかった」ため、「伝承者による相違が生じた」こと[142]
- スンナが「すべての人々のためのものであった」ならば、このようなことは起こらず、「注意深く保存され、可能な限り広められていただろう」ということ[142]
- スンナの多くは明らかに「ムハンマドの時代のアラブ人」にしか適用されず、地域の習慣や状況に基づくものであること[142]

現代におけるムハンマドへの服従/模倣

パキスタンの高裁判決において、ムハンマド・シャーフィイー判事は、ムハンマドの言動が神の啓示であるという教義に反論し、（少なくとも現代においては）クルアーンが求めるムハンマドへの服従は、実際には各々がムハンマドのように
誠実で、堅実で、真面目で、宗教的に敬虔であることを求めているのであって、彼と全く同じように行動したり考えたりすることを求めているのではなく、それは不自然で人間的に不可能なことであり、もしそうしようものなら、人生は絶対に困難となるだろう。

### ハディースではなく実践としてのスンナ
一部の批判者（Fazlur Rahman Malik、Javed Ahmad Ghamidi）は、ハディース信憑性の問題を回避するために、「ハディースから独立したスンナの根拠」を確立しようとした。スンナの最も基本的で重要な特徴であるイスラム実践の「五柱」におけるサラート（礼拝）やザカート（喜捨）などは、（シャーフィイーのようなイスラム学者によれば）、「多くの人から多くの人へと」、すなわちハディースの書物を通さずにムタワーティルの慣習によって伝えられてきたことで知られている。（ムハンマド・タウフィーク・スィドキーとラシード・リダーは、ハディースの重要性に嫌疑を抱きながらも、サラート、ザカート、サウムなどの五柱を強く支持していた）。ファズル・ラフマン・マリクは、スンナは「一般的な包括的概念」であるべきで、ハディースに由来する「絶対的・具体的な内容で満たされている」ものではないと主張した。ハディースやイスナードは捏造・改ざんされており、垂直的な神の啓示と同等とされるべきではないが、それでも預言者の「精神」を伝えるものとして捨て去るべきではなく、イジュマー（イスラム法における法源の一つであり、ムスリム法学者間のコンセンサスまたは総意）として高く評価されるべきであるとした。

### クルアーンのみへの適用
ムスリムに対し、ムハンマドへの従順と模倣を求めるクルアーンの章句は、預言者と同時代の人々にのみ適用されるという議論に関連して、現代のムスリムにとって「ハディースが不要であるだけでなく、その基礎となるスンナでさえも不要」だとする考えがある。クルアーンはすべてを説明するもの（16:89）であり、ムハンマドへの従順とは、神がムハンマドに下した啓典であるクルアーンに服従することであるとする。「われは啓典と英知をあなたがたに授ける...」とクルアーン（3:81）にあるが、「啓典」がクルアーンで、「英知」がハディースであるという一般的解釈は正しくないとする。クルアーンはそのままで明確かつ完全であり、ハディースは必要ないという「クルアーン主義」の主張を裏付けるために、引用されるクルアーンの節は以下の通りである。
- 6:114、7:52、10:37では、「詳細に説明された」「知識と共に詳細を述べた」「啓典の解明」
- 6:115では、 「…真実公正に完成された」
- 12:111では、「…これ（クルアーン）は捏造された言い伝え（ハディース）ではなく、すでに存在するものの証であり、あらゆるものの詳細な解明であり…」
- 6:38 「啓典の中には一事でも，われが疎かにしたものはない」[152]
- 29:18　「使徒（ムハンマド）の唯一の責務とは、啓示の伝達に他ならない」[153]

この考え方は、ハディースを神学的に否定した（その信憑性にも疑問を呈した）イスラム2世紀のアハル・カラーム運動にまで遡り、ムハンマド・タウフィーク・スィドキーも賛同し「もしクルアーン以外のものが宗教に必要であったならば... 預言者はその記録を文書で行うことを命じただろうし、神はその保存を保証しただろう」と記した。
また、クルアーン29章18節では、使徒であるムハンマドに従う事とは，使徒が伝達した啓示、つまりクルアーンに従う事であるとも明確に述べられている。
この思想よりも穏便な考え方としては、「ハディースがクルアーンの内容と確執する場合は、その伝承経路にかかわらず、すべて廃棄されるべきである」というものである。つまり、その場合クルアーンはハディースを「無効化」するというものである。

## 欧米の研究
西洋の学者は、ムスリムの学者と同じようにハディースに関する「特定の懸念」を持っていたが、ハディースをめぐるムスリムの議論に「直接的な影響」を与えることは「ほとんど」なかった。
1890年から1950年にかけて、欧米の東洋学者らによるハディース研究の時代が始まった。ゴルトツィーエル・イグナーツ（1850-1921）とジョセフ・シャハト（1902-1969）の（Mohammed Salem al-Shehri氏によると）「影響力を持つ2冊の礎となる著作」がそれである。イグナーツは、ハディースの信憑性に関する「批判的研究を開始」し、「ムハンマドのハディースの大部分は、それが属するとされるムハンマドの時代の証拠ではなく、むしろずっと後の時代の証拠である」と結論づけた（ワーイル・ハッラーク）。シャハトは後にイグナーツの批判的研究をより洗練させた。
ジョン・エスポジートは、「現代の欧米の研究者は、ハディースの歴史性と信憑性に深刻な疑問を投げかけている」と指摘し、「預言者ムハンマドに起因する伝承の大部分は、実際にはずっと後の時代に書かれたものである」と主張している。エスポジートによると、シャハトは「722年以前の伝承の正当な証拠は見つからなかった」とし、そこからシャハトは「預言者のスンナは、預言者自身の言動ではなく、それ以降に作られたアポクリファ由来の資料である」と結論づけている。ワーイル・ハッラークによれば、1999年時点では、ハディースの信憑性に対する欧米の学者の態度は、次の3つの立場をとっている。
シャハトが1950年に記念碑的となる著作を発表して以来、この問題（＝真正性の問題）に関する学者の議論は盛んに行われてきた。それは、シャハトの結論を再現し、またはそれを超えようとする立場、反論しようとする立場、そして、両者の中間的な、おそらくは総合的な立場である。ジョン・ワンズブロー、マイケル・クックなどは前者に属し、ナビア・アボット、F・セズギン、M・アザミー、グレゴール・ショーラー、ヨハン・フュックなどは後者に属する。モツキ、D.サンティリャーナ、G.H.ジュインボル、ファズル・ラフマーン、ジェームズ・ロブソンは中間の立場である。
ヘンリー・プリザーブド・スミス及びゴルトツィーエル・イグナーツも、ハディースの信頼性に異議を唱えており、スミスは「伝承の捏造や創作は非常に早い時期に始まった」とし、「多くの伝承は、外面上はよく認証されていているかに見えても、捏造の内部証拠がある」と述べている。イグナーツは、「ヨーロッパのハディース学者たちは、ごく一部のハディースのみが、ムハンマドと彼に従う者たちの時代の実際の記録とみなすことができる」と記している。また、イグナーツは『ムハンマド研究』の中で次のように述べる。「政治的なものであれ、教義的なものであれ、イスラムにおける論争の的になっている問題の中で、様々な見解の支持者が、堂々としたイスナードを備えた伝承を多く引用できないことは驚くべきことではない」。

歴史学者のロバート・G・ホイランドは、ウマイヤ朝時代には中央政府のみが法を制定することが許されていたが、宗教学者たちはこれに異議を唱え、預言者から伝えられたハディースがあると主張し始めたと述べている。これを聞いたハディースの伝承者であるシャアビーは、ウマル・イブン・ハッターブの息子アブドッラーから、1つのみを除き預言者のハディースを聞いたことはないと述べ、預言者のハディースを無闇に多く語って回る人々を批判した。ホイランドは、イスラムの歴史的資料がイスラム史を正確に表していると認めている。ドイツの東洋学者グレゴール・ショーラーは次のように記している。
「彼（ホイランド）は、それら（非イスラム教の資料）が初期イスラム教の歴史についての代替的な説明を支えるのにはほとんど適していないことを示している。」
バーナード・ルイスは次のように主張する。
「何らかの政治的目的のために新しいハディースが作られることは、現代に至るまで続いている」。第一次湾岸戦争の準備段階で、1990年12月15日にパレスチナの日刊紙「アル・ナハール」に掲載された「ある伝承」は、「現在、広く流布している」と説明されている。その内容は、「バヌー・アスファル（白人）、ビザンチンおよびフランク人（キリスト教徒）がエジプトと合同で、砂漠でサディム（サダム）という男に対抗し、一人も戻ってこないだろう」という捏造ハディースを、預言者ムハンマドの言葉として引用している。

### イスナード（伝承経路）研究
レザー・アスランは「伝承の時代が下るにつれ、イスナードはより完璧となる」と言ったシャハトの格言を引用し、それについて「恣意的だが正確だ」と語っている。
ハディース研究を専門としたイスラム学者G.H.A. Juynbollによれば、「イスナードという制度そのものは、預言者の死後およそ4分の3世紀後に誕生した」とのことで、それ以前はハディースや「キサス（主に伝説的な物語）」が無造作に、しかもほとんどが匿名で伝えられていた。イスナードが登場してからは、その規定上必要とされた場合には、古い権威者の名前が付与された。よく知られた歴史上の人物の名前が選ばれることもあったが、それ以上に、不完全なイスナードの中の名前を埋めるために、架空の人物名が作られることも多かった。」
パトリシア・クローネも同じ意見で、初期の伝統ハディース学者らは、彼ら自身が歴史的に一次資料に近かったにもかかわらず、後の基準では大雑把で不十分となるハディースの伝承経路（イスナード）詳述の習慣を発展させることに腐心していたと指摘している。後世のハディースは非の打ち所のないイスナードを完成させていたものの、それは既に捏造されている可能性が高かった。彼女は、真正ハディースの捏造がいつから始まったのかわからないので、真正ハディースの「核心」を絞り込むことはできないと主張している。
ブハーリー（870没）は預言者にまつわる60万件の伝承を審査したと言われるが、彼は約7,000件（繰り返しを含む）を保存し、言い換えると約593,000件を捏造として廃棄した。もし約3万件（繰り返しを含む）の伝承が収録されているハディース集を持つイブン・ハンバル（855没）が同じ基準で伝承数を審査したと仮定した場合、彼は約57万件の伝承を廃棄したことになる。イブン・ハンバルの伝承のうち、ムハンマドの教友であるイブン・アッバース（687没）が伝えた伝承は1,710件（繰り返しを含む）である。しかし、その50年前に、ある学者はイブン・アッバースが預言者から聞いた伝承は9件であると推定し、別の学者は10件ではないかと考えていた。イブン・アッバースが預言者から聞いた伝承が、西暦800年頃で10件、850年前後で1,000件を超えていたとしたら、西暦700年や（ムハンマド逝去時の）632年当時には何件の伝承を聞いていたのだろうか。仮に、イブン・アッバースが聞いた10件の伝承が本物であると認めたとしても、1,710件の伝承の中からどのようにしてそれを特定するのかという疑問も残る。
ジョセフ・シャハトは、「伝承の技術的な批判は、主にイスナードの批判に基づいている」と述べている。イスナードは、時間の経過を無視して「増大、逆行、横方向への広がり」があったため、不正なハディースを排除するには効果的ではないと彼（および他の人々）は考えている。
本文の検証は無視され、主に伝承経路の確立に注がれていた知的努力
ハディース批判者たちは、伝統的ハディース学者らによるイスナード検証方法の問題点だけでなく、ムハンマドによる言行や承認を伝えることを目的とする、ハディースの本質の部分である本文(matn)の評価についても、不足点を指摘する。
伝統派イスラム学者によるハディース研究の重大な弱点は、ハディースの趣旨・本文（matn）が「意味をなしているか、論理的であるか」を検証できなかったことだと主張する。matnは「実質的に神の啓示であり、いかなる形式の法的・歴史的批判も受け入れ不可能」であると考えられてきたからである。N. Coulsonは「ムスリムの学者たちはハディース捏造の可能性を認識していたが、その真偽の検証は伝承者の伝承経路を注意深く調べることに限られていた」と指摘する。その連鎖が途切れることなく、個々の繋がりが信頼できる人物であれば、そのハディースは拘束力のある法源として受け入れられたのだ。ハディースの内容については、前述のような信仰上の観点から、一切の疑問を抱くことは許されなかった。
シャハトは、預言者からのハディースは疑問や推論なしに受け入れられなければならないと主張するシャフィイーを引用する。「もしある伝承が預言者に由来すると認証されたならば、それに従わなければならない。誰であれ、それに対しなぜ、どのように、と問うことは間違いである。」
また、ゴルトツィーエル・イグナーツは「内容の価値を判断するには、イスナードの正しさを判断する必要がある。ムスリムの批評家は、最も粗雑な時代錯誤であっても、そのイスナードが正しいということであれば、何とも思わないようだ。伝承は、その外見的な形態についてのみ審査されている」と、イスナードを批判した。
ヨーロッパや非ムスリムの学者たちは、この伝統的なタイプの批評では不十分だと考えた。ハディースは、その内容と、その用語が法体系や制度の発展において占める位置によって検証されるべきである。
伝承者に対する人物評「ʿilm al-rijāl」
イスナードに対するもう一つの批判は、伝承者や語り手の道徳的・精神的能力を評価するʿilm al-rijāl（人物評）として知られる伝統的なハディース研究分野の有効性に対するものであった。ジョン・ワンズブロウは、「内部矛盾、匿名性、恣意性」を理由に、イスナードを受け入れるべきではないと主張している。具体的には、人物評に記載されている以外の多くのハディースの伝承者に関する情報が存在しないため、それらが「偽史的投影」、すなわち後世の伝承者によって作り出された名前であるかどうかが疑問視されているのである。